# Atoposaurus
Atoposaurus — вимерлий рід крокодиломорфів. Це типовий рід родини Atoposauridae. У Франції та Німеччині були знайдені скам’янілості двох різних видів пізнього юрського періоду.
Одна цікава особливість атопозавра полягає в тому, що він не мав спинних щитків, що є загальною характеристикою атопозавридів, а також більшості круротарзанів. Відсутність щитків, а також його відносно невеликий розмір (зразки досягають довжини до 17 см), вузькі надскроневі ямки, широка потилична область, тонка заочноямкова смужка та гладкий орнамент змусили деяких палеонтологів вважати, що це можливо юнацька форма іншого роду Atoposauridae, швидше за все Alligatorellus.